# Alem Pašić
Alem Pašić (* 23. August 1997 in Steyr) ist ein österreichisch-slowenischer Fußballspieler.

## Karriere
Pašić begann seine Karriere bei der Union Bad Hall. 2003 wechselte er zum ATSV Stein. 2009 schloss er sich der Union St. Florian an. 2010 wechselte er zum SV Garsten. In der Saison 2011/12 spielte er zudem in der AKA Linz.
Zur Saison 2014/15 wechselte er zur Zweitmannschaft des SV Sierning. Im April 2015 stand er gegen die Union Weißkirchen erstmals im Kader der ersten Mannschaft von Sierning.
Im August 2015 debütierte er in der OÖ Liga, als er am vierten Spieltag der Saison 2015/16 gegen die Amateure der SV Ried in der 80. Minute für Gregor König eingewechselt wurde. Seinen ersten Treffer in der OÖ Liga erzielte er im Juni 2016 bei einer 3:1-Niederlage gegen die DSG Union Perg. Zu Saisonende stieg er mit Sierning aus der OÖ Liga ab. In drei Jahren bei der ersten Mannschaft von Sierning kam er insgesamt zu 67 Einsätzen, in denen er zehnmal traf.
Zur Saison 2018/19 wechselte er zum Zweitligisten SK Vorwärts Steyr. Sein Debüt in der 2. Liga gab er im August 2018, als er am zweiten Spieltag jener Saison gegen den FC Liefering in der 76. Minute für Mirsad Sulejmanović eingewechselt wurde. In seiner ersten Profisaison kam er zu 16 Zweitligaeinsätzen. In der Saison 2019/20 spielte er in der ersten Saisonhälfte primär für die Amateure von Steyr in der sechsten Liga, ehe er ab Juni 2020 wieder regelmäßig in der 2. Liga zum Einsatz kam. In der Saison 2020/21 sicherte der Defensivspieler sich dann einen Stammplatz in der Innenverteidigung Steyrs und kam zu 25 Zweitligaeinsätzen. In der Saison 2021/22 kam er unter dem neuen Trainer Daniel Madlener als Sechser zum Einsatz und etablierte sich in der 2. Liga. Im April 2022 wurde sein Vertrag in Steyr dann bis Juni 2024 verlängert. In der Saison 2021/22 kam er zu 27 Zweitligaeinsätzen, wie auch in der Saison 2022/23. 2023 stieg er mit Steyr allerdings aus der 2. Liga ab.
Daraufhin wechselte Pašić zur Saison 2023/24 zum Bundesligisten FC Blau-Weiß Linz, bei dem er einen bis Juni 2024 laufenden Vertrag erhielt.